# 彼女
彼女（英語：Ride or Die），2021年日本電影，改編自中村珍的《群青》漫畫系列，由水原希子和佐藤穗奈美主演，廣木隆一執導，梅川治男監製，於2021年4月15日在Netflix首播。主角之一的水原希子爆料被迫裸露私處演出，矛頭直指監製梅川治男，在日本再度掀起了#MeToo運動的議題。